# Аманулла-хан

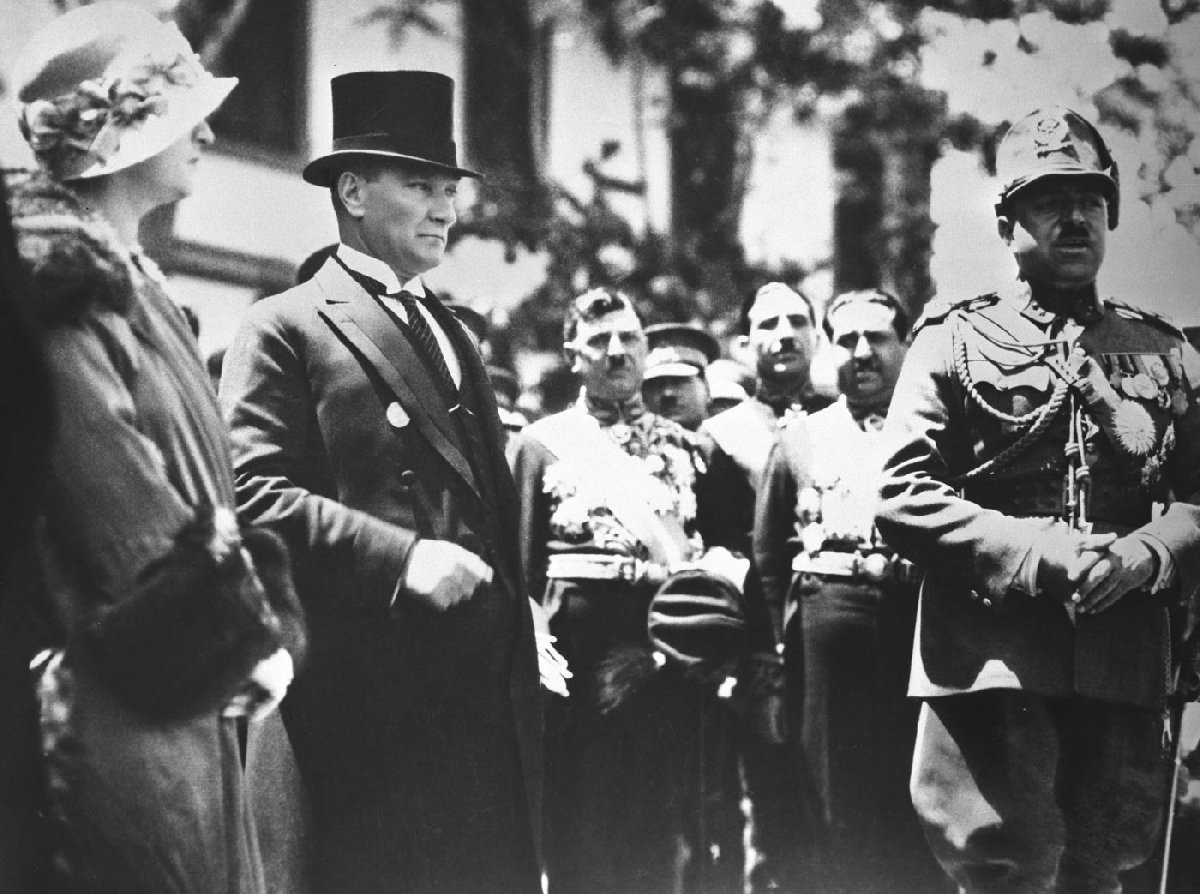
Аманулла-хан з першим президентом Туреччини Мустафою Кемалем Ататюрком в Анкарі, (1928)

Аманулла-хан син Хабібулли (перс. شاه امانالله خان) з роду Баракзаїв (1 червня 1892 — 25 квітня 1960) — шах, а з 1926 — падишах Афганістану, в цілому правив майже 10 років, з 21 лютого 1919 по 14 січня 1929.

## Життєпис

### Сім'я
Син еміра Хабібулли-хана з впливового роду Баракзаїв. Одружений з Сораєю Тарзі (1899—1968), дочкою відомого афганського письменника і суспільного діяча Махмуда-бека Тарзі, який жив у вигнанні.

### Діяльність
Перебував під впливом ідей младоафганців. Одразу після сходження на престол Аманулли, 28 лютого 1919 року була проголошена повна незалежність Афганістану, що призвело до англо-афганської війни 1919 року. У 1921 році Велика Британія визнала незалежність Афганістану.
У жовтні 1919 року Аманулла-хан відрядив свої війська до Мерва (нині — Мари, Туркменістан), які вигнали звідти місцевий радянський уряд. Аманулла також запропонував військову допомогу проти більшовиків Фергані — на умовах приєднання її Ісламської Центральноазійської Федерації.
У 1919 році Аманулла встановив дипломатичні відносини з РРФСР, в результаті чого в 1921 році було укладено радянсько-афганську угоду. У подальшому в 1926 році було укладено угоду між СРСР та Афганістаном про нейтралітет і ненапад.
Керуючись ідеями младоафганців, Аманулла здійснив низку реформ, спрямованих на модернізацію країни та посилення центральної влади: у 1923 році було прийнято конституцію, дозволено вільну купівлю-продаж землі, натуральні податки замінено на грошові. Було також відкрито низку навчальних закладів. У 1927–1928 роках Аманулла здійснив поїздку до Індії, низки країн Близького та Середнього Сходу, Західної Європи, у 1928 році відвідав СРСР, зокрема місто Харків.
Реформи Аманулли супроводжувались збільшенням державних видатків та зростанням податків, які важким тягарем лягли на місцеве населення, що спричинило невдоволення селянства. В результаті народного повстання Хабібулли Бача-і-Сакао (тобто Хабібулли Сина Водоноса) Аманулла був змушений відмовитись від престолу і виїхати з країни.
В подальшому він жив у Європі, в тому числі в Італії. У 1948 році, перебуваючи в еміграції, заявив про визнання Мухаммеда Захір-шаха та його династії. Помер у Цюриху, похований у Джелалабаді.